# Гузун Микола Іванович
Микола Іванович Гузун (нар. 3 січня 1926, Бендери) — радянський вчений в області генетики і селекції винограду. Доктор сільськогосподарських наук з 1983 року.

## Біографія
Народився 3 січня 1926 року в Бендерах. Закінчив середню школу в Тирасполі. Брав участь у Другій світовій війні з 18 серпня 1944 року. Член КПРС з 1954 року. У 1955 році закінчив Кишинівський сільськогосподарський інститут імені М. В. Фрунзе. Після закінчення інституту працював в якості асистента на кафедрі виноградарства. У 1960 році призначений на посаду директора Молдавського науково-дослідного інституту плодівництва, виноградарства і виноробства, а з 1972 року керував відділом ампелографії, генетики та селекції.
Був членом Міжнародної академії виноградарства і виноробства, членом Товариства генетиків і селекціонерів Республіки Молдова, членом редакційної колегії журналу «Плодівництво, виноградарство і виноробство Молдови», Енциклопедії виноградарства. Керував науковою програмою «Виноград і вино».

## Наукова діяльність
Розробив систему відбору прищепних лоз на маточниках, запропонував схему селекційно-генетичної програми по виведенню комплексно-стійких сортів, на основі якої вивів 24 нових сорти винограду, з них 23 (Вієрул 59, Віоріка, Полум'яний, Негру де Яловень, Мускат бессарабський та інші) передані на держсортовипробування. Автор близько 90 наукових робіт і 2-х винаходів. Серед праць:
- Реконструкция виноградников Молдавии. — К., 1962 (у співавторстві);
- Использование химических мутагенов в селекции винограда. — Москва, 1968 (у співавторстві);
- Виноградарство Молдавии. — К., 1968 (у співавторстві);
- Селекция винограда на устойчивость к морозу, болезням и филлоксере с высоким качеством ягод. — В кн.: Селекция винограда. Ереван, 1974;
- Отбор селекционных форм по качеству вина. — В кн.: Сортоизучеие и селекция винограда. К., 1976 (у співавторстві);
- Информационный массив по ампелографии и селекции (Математические алгоритмы). — В кн.: Сортоизучеие и селекция винограда. К., 1976 (у співавторстві);
- Методы выведения сортов винограда с групповой устойчивостью. — В кн.: Сортоизучеие и селекция винограда. К., 1976;
- Селекция винограда на комплексную устойчивость. — В кн. Генетика и селекция винограда на иммунитет. Киев, 1978;
- Программа селекционно-генетических исследований в виноградарстве.— В кн.: Селекция устойчивых сортов винограда. К., 1982;
- Экспериментальный мутагенез на стадии мейоза у винограда. — В кн.: Совершенствование сортимента винограда. К., 1983 (у співавторстві).

## Нагороди
Нагороджений 11 бойовими нагородами. Зокрема орденом Вітчизняної війни 1 ступеня (6 квітня 1985), медаллю «За відвагу» (6 листопада 1947), а також двома орденами «Знак Пошани» та інше.